# 天主教奥维耶多总教区
天主教奧維耶多總教區（拉丁語：Archidioecesis Ovetensis）是羅馬天主教一個總教區，位於西班牙北部阿斯圖里亞斯地區，教座位於奧維耶多的救世主主教座堂。下轄三個教區天主教阿斯托加教區、天主教萊昂教區和天主教桑坦德教區。
教區成立於811年。1954年10月27日升為總教區。

## 現況

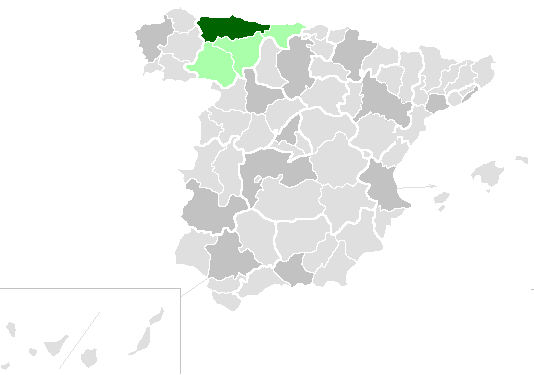
奧維耶多總教區管轄範圍圖

2011年，在當地1,091,000人口中，有教友1,037,000人，佔轄區總人口95,1%、933個堂區、523名司鐸、193名修士、681名修女。現任教區總主教為赫蘇斯·桑茲·蒙特斯。